# Carlos Turrubiates
Carlos Turrubiates (24 de enero de 1968; Reynosa, Tamaulipas), es un exfutbolista y entrenador mexicano.

## Clubes
- Club León (1989 - 1993)
- Club Deportivo Guadalajara (1993 - 1996)
- Club León (1996 - 1998)
- Club de Fútbol Atlante (1998 - 1999)
- Club León (2000)

## Selección nacional

### Participaciones en Copa América
| Copa              | Sede    | Resultado  |
| ----------------- | ------- | ---------- |
| Copa América 1993 | Ecuador | Subcampeón |

actualmente